# Haemodracon
Haemodracon is een geslacht van hagedissen die behoren tot de gekko's en de familie Phyllodactylidae.

## Naam en indeling
De wetenschappelijke naam van de groep werd voor het eerst voorgesteld door Aaron Matthew Bauer, Daniel Andrew Good en W.R. Branch in 1997. Er zijn twee soorten, de hagedissen werden eerder aan andere geslachten toegekend, namelijk Diplodactylus, Ptyodactylus en Phyllodactylus.
De geslachtsnaam Haemodracon betekent vrij vertaald 'bloeddraak'.

## Verspreiding en habitat
De gekko's komen voor in delen van het Midden-Oosten en leven endemisch in Jemen, en alleen op het eiland Socotra. De habitat bestaat uit droge tropische en subtropische scrublands, rotsige omgevingen en duinen in kustgebieden. Ook in door de mens aangepaste streken zoals landelijke tuinen kunnen de hagedissen worden gevonden.

## Beschermingsstatus
Door de internationale natuurbeschermingsorganisatie IUCN is aan beide soorten een beschermingsstatus toegewezen. De hagedissen worden beschouwd als 'veilig' (Least Concern of LC).

## Soorten
Het geslacht omvat de volgende soorten, met de auteur en het verspreidingsgebied.
| Naam                     | Auteur          | Verspreidingsgebied |
| ------------------------ | --------------- | ------------------- |
| Haemodracon riebeckii    | Peters, 1882    | Jemen (Socotra)     |
| Haemodracon trachyrhinus | Boulenger, 1899 | Jemen (Socotra)     |